# 1270 هـ
1270 هـ هي سنة في التقويم الهجري امتدت مقابلةً في التقويم الميلادي بين سنتي 1853 و1854.

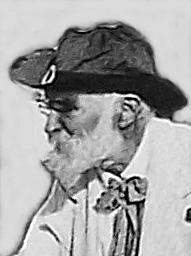
شارل سينيوبوس

## أحداث
- الأمام فيصل بن تركي يهدم كل الوزرات لسبب غير معروف.
- الأمام فيصل بن تركي يبني المدارس في الرياض.
- الأمام فيصل بن تركي يقوم بتعيين اخوه جلوي بن تركي قائدا للجيوش الدولة.
- الأمام فيصل بن تركي يخفض سعر الخيول مرة ثانية.

## مواليد
- بن عزوز
- الشريف الحسين بن علي.
- آمدروز
- إبراهيم بن صالح بن عيسى
- إسماعيل صبري
- حسن الأنكرلي
- شارل سينيوبوس
- فرتز هومل
- كليمان هوارت
- محمد بن عزوز
- يوسف أفندي السويدي

## وفيات
- الآلوسي الكبير
- القندوزي
- جان جوزيف مارسيل
- دارا القاجاري
- عبد الوهاب القزويني
- قعاني
- محسن خنفر
- محمود التبريزي
- الألوسي الكبير
- عبد الله أبا بطين